# ألان أشبي
ألان أشبي (بالإنجليزية: Alan Ashby)‏ هو لاعب كرة قاعدة أمريكي، ولد في 8 يوليو 1951 في لونغ بيتش في الولايات المتحدة.

## وصلات خارجية
- ألان أشبي على موقعبيزبول رفرنس.كوم (الدوري الرئيسي) (الإنجليزية)
- ألان أشبي على موقعبيزبول رفرنس.كوم (الدوري الثانوي) (الإنجليزية)
- ألان أشبي على موقع جمعية أبحاث البيسبول الأمريكية (الإنجليزية)
- ألان أشبي على موقع مشجعي الرسوم البيانية (الإنجليزية)
- ألان أشبي على موقع إن إن دي بي (الإنجليزية)